# Wysokoje (rejon głuszkowski)
Wysokoje (ros. Высокое) – wieś (ros. село, trb. sieło) w zachodniej Rosji, w sielsowiecie niżniemordokskim rejonu głuszkowskiego w obwodzie kurskim.

## Geografia
Miejscowość położona jest w pobliżu rzeki Sejm, 4 km od centrum administracyjnego sielsowietu niżniemordokskiego (Niżnij Mordok), 10,5 km od centrum administracyjnego rejonu (Głuszkowo), 107 km od Kurska.

## Demografia
W 2010 r. miejscowość zamieszkiwały 164 osoby.